# Philip Herbert Cowell
Philip Herbert Cowell (Calcutá, 7 de agosto de 1870 — Aldeburgh, 6 de junho de 1949) foi um astrônomo britânico.
Philip Herbert Cowell nasceu em Calcutá, Índia, e estudou no Eton College e no Trinity College (Cambridge). Foi segundo chefe assistente no Observatório Real de Greenwich em 1896 e depois superintendente do HM Nautical Almanac Office de 1910 a 1930. Trabalhou sobre mecânica celeste, particularmente sobre a órbita de cometas e asteroides. Estudou a discrepância então existente entre a teoria e observações da posição da Lua.
Foi eleito membro da Royal Society em maio de 1906. Recebeu a Medalha de Ouro da Royal Astronomical Society em 1911.
Descobriu o asteroide 4358 Lynn. O asteroide 1898 Cowell é denominado em sua homenagem.

## Prémios e honrarias
Prémios
- 1910 - Prémio Lalande[2]
- 1910 - Prêmio Jules Janssen[3]
- 1911 - Medalha de Ouro da Royal Astronomical Society[4]

Honrarias
- O asteroide 1898 Cowell é denominado em sua homenagem.